# Las Crónicas del Campamento Mestizo
Las Crónicas del Campamento Mestizo es una franquicia mediática creada por el autor Rick Riordan, que abarca tres series de novelas (por ahora), dos de cinco libros y una de seis, además de dos colecciones de cuentos, dos libros de antología de mitos, un cuento independiente, tres cuentos cruzados, una colección de ensayos, varias guías, siete novelas gráficas, dos películas, un videojuego, un musical y otros medios. Ambientada en el mundo moderno, se centra en grupos de adolescentes semidioses y presenta muchos personajes de la mitología Griega y Romana. La primera serie, Percy Jackson y los dioses del Olimpo, sigue las aventuras de un adolescente llamado Percy Jackson en un campamento de verano para semidioses griegos junto a sus amigos Grover Underwood y Annabeth Chase. La segunda serie, Los héroes del Olimpo, presenta varios personajes principales más y un segundo campamento para semidioses romanos llamado Campamento Júpiter. La tercera serie, Las pruebas de Apolo, sigue al dios ahora mortal Apolo, con apariciones de muchos personajes de la primera y segunda serie.

## Series de novelas

### Percy Jackson y los dioses del Olimpo
La serie Percy Jackson y los dioses del Olimpo está basada en la mitología griega pero ambientada en Estados Unidos, y trata de un semidiós, Percy Jackson, y de su búsqueda para evitar el surgimiento del señor Titán Cronos. Los cinco libros se ven desde el punto de vista de Percy.
Se han vendido más de veinte millones de copias de los libros en más de diez países.
En 2011 la serie estuvo durante 223 semanas en la lista del  New York Times de Las mejores ventas de libros infantiles.
Se compone de las siguientes entregas:
- El ladrón del rayo
- El mar de los monstruos
- La maldición del titán
- La batalla del laberinto
- El último héroe del Olimpo

### Los héroes del Olimpo
Los héroes del Olimpo es la segunda serie que terminó el 2014. Es una crónica de los acontecimientos de siete semidioses y los obstáculos relacionados con el despertar de la diosa tierra, Gea, y sus esfuerzos para poner fin a ella. Recoge unos meses después del final de Percy Jackson y los dioses del Olimpo.
Se compone de las siguientes entregas:
- El héroe perdido
- El hijo de Neptuno
- La marca de Atenea
- La casa de Hades
- La sangre del Olimpo

### Las pruebas de Apolo
Las pruebas de Apolo es una crónica de la vida de Apolo después de que su padre Zeus lo hiciera mortal como castigo por sus acciones durante la Segunda Gigantomaquia. El primer libro, El oráculo oculto, se publicó el 3 de mayo de 2016. También cuenta con la mayor parte de los personajes la saga de Percy Jackson y los dioses del Olimpo y de Los héroes del Olimpo.
Se compone de las siguientes entregas:
- El oráculo oculto
- La profecía oscura
- El laberinto en llamas
- La tumba del tirano
- La torre de Nerón
- La maldición del Campamento Júpiter

## Nuevas historias

### La profecía del rayo y las estrellas
La profecía del rayo y las estrellas (en el original The Sun and the Star: A Nico di Angelo Adventure) es una continuación independiente de La torre de Nerón. El libro sigue a Nico di Angelo y Will Solace mientras rescatan a Bob. La historia es coescrita junto a Mark Oshiro y se publicó a inicios de mayo de 2023, en español fue publicada por Montena el 1 de junio de 2023.
Sinopsis: Nico di Angelo, hijo de Hades, ha superado las pruebas más difíciles que podría haberse imaginado: desde la muerte de su madre y su hermana hasta perder a su amigo Jason durante los juicios de Apolo. Pero ahora hay un rayo de sol en su vida: Will Solace, el hijo de Apolo. Juntos, los dos semidioses pueden superar cualquier obstáculo. Al menos, así fue hasta el día de hoy. Ahora una voz llama a Nico desde el Tártaro, la parte más baja del Inframundo. Él tiene clara su misión, pero Will no va a dejar que vaya solo… La pregunta es: ¿puede un ser hecho de luz sobrevivir en la parte más oscura del mundo? ¿Podrá vencer los demonios que lo rodean y los que tiene en su interior?

## Mini-historias

### El expediente del semidiós
El expediente del semidiós es una colección de historias publicadas el 10 de febrero de 2009. Es un libro que acompaña a la serie principal, Percy Jackson y los dioses del Olimpo. Contiene tres cuentos, titulados Percy Jackson y el carro robado, Percy Jackson y el Dragón de Bronce y Percy Jackson y la espada de Hades, así como una vista previa de El último héroe del Olimpo. Contenidos adicionales incluyen entrevistas con algunos de los acampados, un mapa del Campamento Mestizo, y varios crucigramas y otras actividades. Está situado entre el cuarto libro, La batalla del laberinto, y el quinto libro, El último héroe del Olimpo.

### Los diarios del semidiós
Los diarios del semidiós es un libro complementario de la serie Los héroes del Olimpo. Fue lanzado el 14 de agosto de 2012. Este libro no se ubica en una línea temporal precisa ya que a diferencia del resto de la saga, no es una historia en si sino que son cuatro mini-historias que se sitúan entre distintos libros. Y una entrevista con las serpientes del caduceo de Hermes.

## Adaptaciones cinematográficas

### Percy Jackson y el ladrón del rayo
Percy Jackson y el ladrón del rayo es una película de fantasía y aventuras dirigida por Chris Columbus. La película es una adaptación de El ladrón del rayo, del escritor Rick Riordan. Su estreno se realizó el 12 de febrero de 2010. La interpreta Logan Lerman como Percy Jackson.
La película costó 95 millones de dólares. En su primer fin de semana en Norteamérica la película alcanzó en el ranking el número dos, y en su primer fin de semana de la película recaudó 38.8 millones de dólares. La película recaudó 226 497 209 dólares en todo el mundo.

### Percy Jackson y el mar de los monstruos
Percy Jackson y el mar de los monstruos es una película estrenada el 7 de agosto de 2013. La dirección es de Thor Freudenthal, y está basada en el libro de Rick Riordan, El mar de los monstruos, de la serie de novelas Percy Jackson y los dioses del Olimpo. Es la continuación de Percy Jackson y el ladrón del rayo.

## Serie de televisión
Tras la adquisición de los activos de 21st Century Fox por The Walt Disney Company, el 14 de mayo de 2020 fue confirmado por el autor de los libros, Rick Riordan, a través de sus redes sociales que Percy Jackson y los dioses del Olimpo recibiría una nueva adaptación en forma de serie, que sería estrenada por Disney+.
Al contrario de las películas, Riordan se siente contento con respecto al proyecto de crear una serie de televisión.
El episodio piloto fue escrito por Rick Riordan y Jonathan E. Steinberg, con James Bobin como director. La serie es protagonizada por Walker Scobell como Percy, Leah Jeffries como Annabeth y Aryan Simhadri como Grover.
Su primera temporada cuenta con ocho episodios, y se centra en el primer libro. Las siguientes temporadas irán adaptando los siguientes libros uno a uno.
.